# یادداشت‌هایی بر یک رسوایی
یادداشت‌هایی بر یک رسوایی (به انگلیسی: Notes on a Scandal)، فیلمی به کارگردانی ریچارد ایر و محصول سال ۲۰۰۶ انگلستان است.

## جوایز و افتخارات
- کیت بلانشت بازیگر سرشناس استرالیائی برای ایفای نقش در این فیلم برنده جایزه بهترین بازیگر نقش مکمل زن در جشنواره فیلم تورنتو (انجمن منتقدان فیلم تورنتو،Toronto Film Critics Association Awards) گردید.
- جودی دنچ به خاطر بازی در این فیلم نامزد دریافت جایزه اسکار بهترین بازیگر نقش اول زن در هفتاد و نهمین جشنواره اسکار شد.[۱]

## سایر بازیگران
| بازیگر        | نقش          |
| ------------- | ------------ |
| جودی دنچ      | باربارا کاوت |
| کیت بلانشت    | شبا هارت     |
| تام جرجسون    | تد ماوسون    |
| مایکل مالونی  | سندی پابلم   |
| جوانا اسکنلن  | سو هادج      |
| شان پارکس     | بیل رامر     |
| اما کندی      | لیندا        |
| اندرو سیمپسون | استیون کانلی |
| آن-ماری داف   | آنابل        |

## خلاصه داستان
باربارا کاوت (جودی دنچ) زن پا به سن گذاشته ایست که سال‌هاست در یک مدرسه بریتانیایی مشغول تدریس است. شبا هارت (کیت بلانشت) معلم هنر آن مدرسه خیلی زود توجه باربارا را به خود جلب می‌کند و رابطه دوستانه‌ای بین آن دو شکل می‌گیرد. در یکی از شب‌ها که مراسمی در مدرسه برپاست و باربارا تا دیر وقت در مدرسه مانده‌است به‌طور اتفاقی رابطه شبا و یکی از شاگردانش که نوجوانی پانزده ساله است را می‌بیند. برملا شدن این راز زندگی خانوادگی شبا را تهدید می‌کند...